# Neolimnia brunneifrons
Neolimnia brunneifrons är en tvåvingeart som beskrevs av Tonnoir och Malloch 1928. Neolimnia brunneifrons ingår i släktet Neolimnia och familjen kärrflugor. Inga underarter finns listade i Catalogue of Life.